# バリー・“バズ”・トムソン
バリー・"バズ"・トムソン（Barry "Baz" Thomson）はイギリスのギタリストで、デスメタル・バンド「ボルト・スロワー」のリード・ギタリスト兼リズムギタリストとして、2016年の解散まで活躍したことで知られ、1986年におけるこのバンドの共同設立者であり、メインソングライターであった。ボルト・スロワーは2016年に解散したが、その前年にドラマーのマーティン・カーンズが亡くなったため、解散するまでメンバーとして活動していた。
ベネディクションのアルバム「グラインド・バスタード」でバックボーカルも担当している。

## 使用機材
- BC Rich Warlock,
- Jackson Kelly,
- Boss GX700,
- Marshall 9040 200w power amp,
- 4 x Marshall 4x12